# Carl Pfeiffer (Bankier)
Georg Daniel Carl Pfeiffer (* 17. Februar 1844 in Cassel; † 17. Oktober 1912 ebenda) war ein deutscher Bankier, der auch als Vorsitzender der Handelskammer Kassel wirkte.

## Bankier
Carl Pfeiffer war der Sohn des Bankiers Louis Pfeiffer. Nach dem Abschluss seiner Ausbildung trat er Anfang der 1870er Jahre gemeinsam mit seinem Bruder August Ludwig Pfeiffer in das väterliche Bankhaus L. Pfeiffer als Teilhaber ein. Mit dem Tod seines Vaters und seines Bruders (beide starben 1892) wurde er Alleinvorstand. Das Bankhaus florierte in dieser Zeit. Neben dem Stammhaus in Kassel wurden Depositenkassen in Fulda, Hersfeld und Wildungen sowie Agenturen in Allendorf, Bebra, Großalmerode und Hünfeld eröffnet. Nach dem Tod von Carl Pfeiffer im Jahr 1912 übernahm sein Neffe Karl Ludwig Pfeiffer die Leitung des Bankhauses.

## Kammerfunktionär
Ende 1879 wurde Carl Pfeiffer in die Handelskammer Cassel gewählt und übernahm am 1. Januar 1880 den Sitz seines Vaters. Am 1. Januar 1887 wurde er stellvertretender Vorsitzender der Kammer und Ende 1891 Vorsitzender – ein Amt, das bereits vor ihm sein Vater innegehabt hatte. Er wirkte 20 Jahre lang als Vorsitzender der Handelskammer. Höhepunkt seiner Arbeit war die Einweihung des neuen Kammergebäudes an der Hohenzollernstraße am 18. März 1900. 1912 schied er aus dem Präsidentenamt aus und Otto Vogt wurde Kammervorsitzender.

## Ehrungen
Carl Pfeiffer wurde 1894 zum Kommerzienrat und 1903 zum Geheimen Kommerzienrat ernannt. Er war langjähriges Mitglied der Kasseler Stadtverordnetenversammlung und zuletzt Vorsitzender dieses Gremiums. Die Stadt Kassel verlieh ihm 1912 ihre Ehrenbürgerwürde.